# 진안 운산리 삼층석탑
운산리 삼층석탑(雲山里 三層石塔)은 대한민국 전북특별자치도 진안군 상전면에 있는 삼층석탑이다. 1971년 12월 2일 전라북도의 유형문화재 제10호로 지정되었다.

## 개요
내후사동이라는 마을 이름이 말해주듯 옛 절터에 서 있는 탑으로, 2층 기단(基壇)에 3층의 탑신(塔身)을 올린 모습이다.
위층기단과 탑신의 몸돌에는 기둥모양이 조각되어 있다. 지붕돌은 밑면의 받침이 4단씩이며, 네 귀퉁이가 살짝 들려 있다. 꼭대기에는 동그란 보주(寶珠:꽃봉오리모양의 장식)가 남아 머리장식을 하고 있다.
전체적으로 기단부에 비해 탑신부가 왜소해 보이고, 탑신의 2층 몸돌이 1층 몸돌에 비해 급격히 줄어 들어 균형미를 잃었다. 통일신라의 일반적인 석탑양식을 따르고 있으나, 양식상의 변화를 보이고 있어 고려시대에 세웠을 것으로 보인다.

## 현지 안내문

### 한글 설명
운산리삼층석탑
雲山里 三層石塔
전라북도 유형문화재 제10호
운산리 삼층석탑은 2층의 기단(바닥돌부) 위에 3층의 탑신(몸돌부)을 갖춘 석탑이다. 넓은 하층 기단과 탱주(버팀기둠), 우주(건물의 모퉁이에 세운 기둥)가 새겨진 상층기단 위에 3층의 탑신부가 올려져 있다. 옥개석(지붕돌)은 모두 4단의 받침이 갖추어져 있으며 네 귀퉁이가 살짝 들려 있다. 상륜부는 원형의 보주(꽃봉오리 모양의 장식)만 남아있다. 전체적으로 통일신라의 석탑양식을 따르고 있으나, 기단부에 비해 탑신부가 왜소하며 2층 탑신이 1층 탑신에 비해 급격히 줄어들고 옥개받침이 4단으로 줄어드는 등 양식상의 변화를 보이고 있어 고려시대에 건립된 것으로 추정된다.
석탑이 있는 곳은 내후사동(內後寺洞)이라는 마을 이름이 말하듯 원래 절터였다. 이 석탑은 원래 현재 자리에서 약 500m 떨어진 곳에 있었는데, 일제강점기 때에 탑을 다른 곳으로 옮기려 하자 주민들의 꿈속에 흰옷을 입은 할아버지가 나타나 눈물을 흘리고 마을에 괴이한 일이 많이 일어나 석탑을 현 위치에 두었다고 전한다.

### 영문 설명
Three-story Stone Pagoda in Unsan-ri
Jeollabuk-do Tangible Cultural Heritage No. 10
A pagoda is a symbolic monument enshrining relics or remains of the Buddha. In many cases, a pagoda does not contain the actual remains, but is still regarded as a sacred place enshrining the Buddha.
This three-story stone pagoda is believed to have been made during the Goryeo period (918-1392).
This pagoda was allegedly found in a temple site about 500m away from its current location. At the end of the Japanese colonial period (1910-1945), the owner of the land tried to move this pagoda to downtown Jinan, However, inauspicious events kept happening in the village, so he decided to leave the pagoda at its present location. Since then, the local people have regarded this pagoda as sacred and prayed to it for the peace of the village on the first full moon of the lunar year.
This pagoda is composed of two base tiers, three sets of body and roof stones, and a round decorative top. The corners of the base and body stones are carved to look like pillars. The roof stones are curved slightly upward.

## 같이 보기
- 삼층석탑

## 참고 자료
- 운산리삼층석탑 - 국가유산청 국가유산포털